# HD 43335
HD 43335，又名BD+17 1191，SAO 95473、HR 2235，是一颗恒星，视星等为6.39，位于銀經193.71，銀緯0.3，其B1900.0坐标为赤經6h 10m 35.1s，赤緯+17° 0.3′ 53″。